# Борода в православии и в России
Борода в православии и в России — историческая роль бороды в русской культуре в контексте русского православия. 

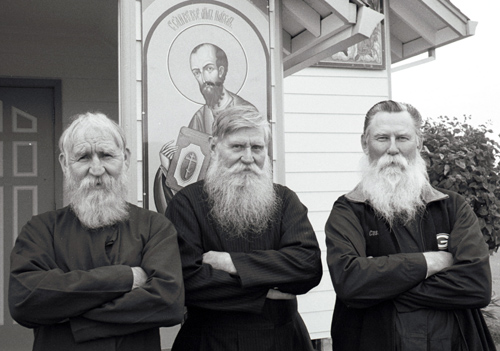
Старообрядцы в Вудберне (штат Орегон)

## Традиционный уклад
В эпоху Крещения Руси, в X веке, в Восточной христианской церкви укоренился обычай обязательного ношения бороды. Так, во время окончательного раскола церкви в 1054 году одним из обвинений, которое предъявляли православные латинянам, было бритьё бороды. В святоотеческих сочинениях сохранилось множество примеров суждений в пользу ношения бороды и против распространения практики брадобрития. Климент Александрийский сравнивает бороду с львиной гривой («Педагог»), Киприан Карфагенский считает бритьё бороды «обезображиванием» («О падших»), Епифаний Кипрский называет бороду «образом мужа» («Панарий»), Иероним Стридонский уподобляет брадобритцев «бесчестным женщинам» («Толкование на Исайю»), Исидор Пелусиот пишет, что сбривший бороду желает «казаться скопцом» («Письмо Дионисию Младшему»). Номоканон при Большом Потребнике также запрещает бритьё бороды. Восприняв от греков православную веру, русские переняли и многие греческие обычаи, в том числе обязательное ношение бороды, что было закреплено во многих сборниках церковного и светского права. Так, Русская Правда за причинение ущерба бороде устанавливала высокий штраф — 12 гривен. 
В первой половине XVI века в Московском государстве получило определённое распространение бритьё и даже выщипывание бороды: на эту моду обрушиваются в публичных и частных посланиях многие церковные деятели. В 1526 году сам великий князь Василий III сбрил бороду для свадьбы с литовской княжной Еленой Глинской. Только Стоглавый собор Русской церкви, прошедший в 1551 году с участием святых Макария Московского и Акакия Тверского, утвердил запрет на брадобритие в 40-й главе соборного деяния. Преподобный Максим Грек написал целую апологию бороды — «Послание к самодержавному царю Ивану Васильевичу о том, чтобы не брить бороды».

## Петровские реформы
Начиная с  1698 года царь Пётр I начинает поэтапную борьбу с ношением бороды. Поначалу к сбриванию бороды принуждались только придворные и бояре. Затем, в 1705 году, был издан указ, который устанавливал налог на бороду — особую плату за ношение бороды, предусмотренную для представителей всех сословий, кроме духовенства и крестьянства; при этом крестьяне были обязаны уплачивать за бороду пошлину при каждом въезде в город. Нарушителей били кнутом и отправляли на каторгу. Старообрядцы категорически отвергали бритьё бороды. Запрет на ношение бороды стал одной из причин Астраханского восстания 1705-1706 годов.

## XVIII-XX века
Установленный Петром налог на бороду был отменён в 1772 году. В XIX веке получает развитие идейное движение славянофильства, сторонники которого выступали, в числе прочего, за ношение бороды и традиционной русской одежды. В армии после петровских реформ ношение бороды сохранялось в Терском казачьем войске и в Земском войске. 20 августа 1874 года было разрешено носить бороды военнослужащим всех войск, кроме гвардии, гренадер и жандармов, 26 апреля 1881 года — гвардейцам (после чего носить бороду стали, в частности, в 3-й и 5-й ротах Преображенского полка) и гренадерам, в 1892 году — жандармам. Св. преп. Стефан Филейский (1830—1890), обличая пьянство, сокрушается о пьянице, что «и бороду обрить, и волосы остричь, одним словом, обезобразить себя донельзя он соглашается за одну косушку» («О пьянстве и других худых привычках», 1884 г.). Два последних русских императора, Александр III и Николай II, уже сами носили бороды. В годы гражданской войны в Русской армии А. В. Колчака была организована «крестоносная дружина» из некурящих бородачей, твёрдых в вере. И. В. Сталин испытывал неприязнь к бородачам и заставлял приближённых сбривать бороду.

## Современность
В 20-х годах XXI века в России сохраняется мода на ношение бороды. Философ и социолог Александр Дугин считает, что «брадолюбие является одной из фундаментальных добродетелей русского православного человека». По мнению поэта и публициста Алексея Широпаева, Октябрьская революция была закономерным результатом петровских реформ, что нашло выражение в том числе в изменении внешнего вида людей: «Мутация 1917 г. есть лишь продолжение мутации более ранней — петровской, когда у русского ампутировали бороду и приращивали к его голове французский парик. Немца в камзоле продолжил Комиссар в кожанке». В 2025 году во всех воюющих подразделениях российской армии, ФСБ и Росгвардии ношение бороды стало очень распространённым явлением.

## В массовой культуре
- Илья Словесник — песня и видеоклип «Борода» (1988), альбомы «Борода» (1989) и «Борода в тылу врага» (1997).